# Calcarenito

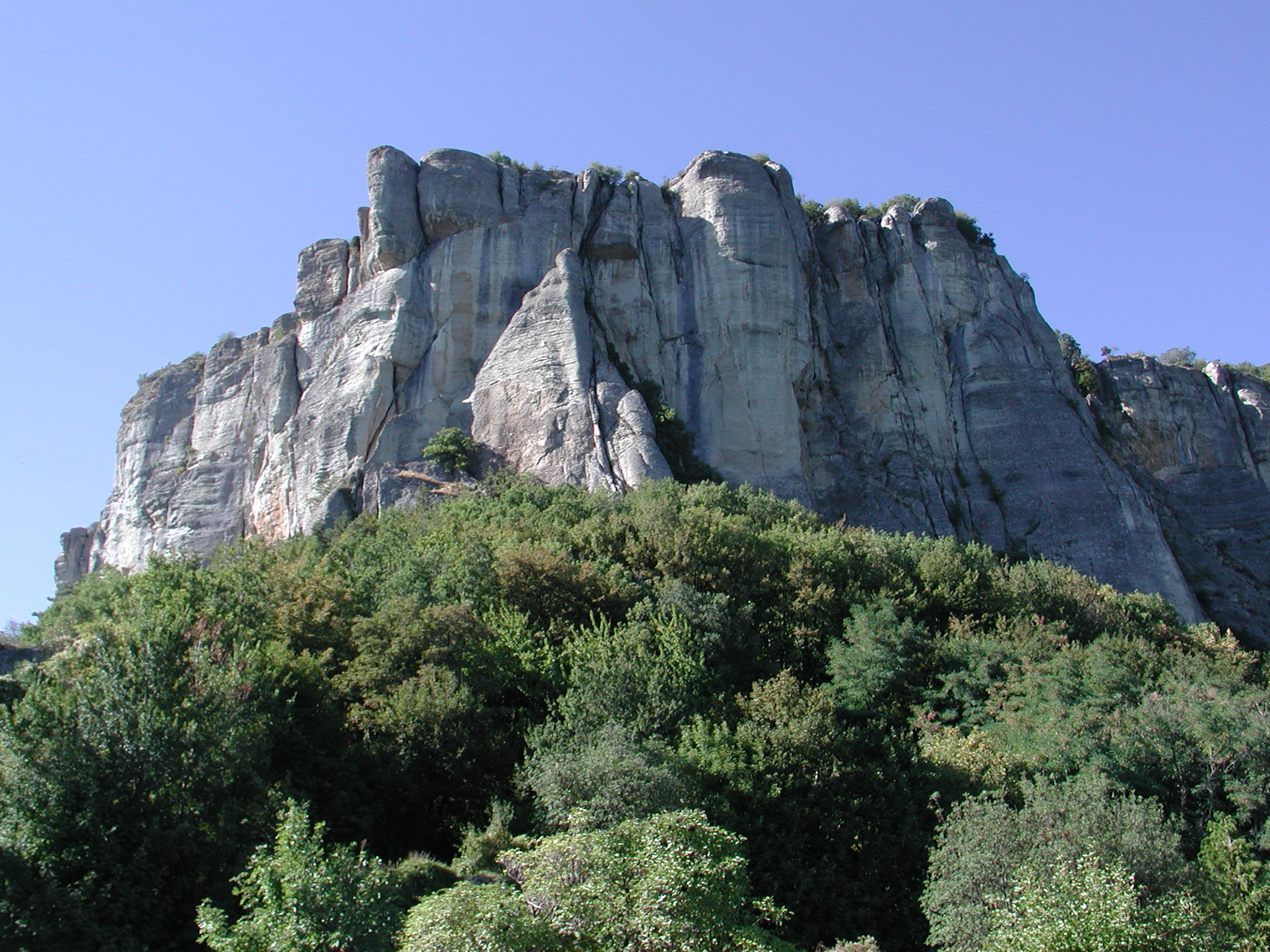
Pietra di Bismantova, localizado nos Apeninos (região da Emília-Romanha, norte da Itália) é um exemplo de calcarenito.

Calcarenito é um tipo de rocha calcária, composta predominantemente por detritos carbonáticos, com mais de 50% dos grãos na granulometria areia (diâmetro entre 0.0625 e 2 mm). Os grãos podem consistir de fragmentos de oóides, conchas, corais, intraclastos calcários, fragmentos de carbonatos mais antigos ou qualquer combinação destes constituintes. Calcarenito é o equivalente calcário de arenito. O termo calcarenito foi originalmente proposto em 1903 por Grabau, como parte de sua classificação de carbonatos baseado no tamanho dos grãos detritais que compõem uma rocha carbonáticas, sendo as outras duas o calcilutito e o calcirudito .
Calcarenitos podem acumular numa ampla variedade de ambientes deposicionais, marinhos e não marinhos. Eles podem acumular como dunas costeiras, praias, barras e bancos marinhos, além de outros ambientes deposicionais.
Quando um calcarenito é maioritariamente formado por uma componente arenosa com conchas fósseis de moluscos e outros organismos é designado por biocalcarenito.